# José Manuel Sanz Román
José Manuel Sanz Román (Madrid, 1 de septiembre de 1955) es un militar español con el rango de general de Brigada del arma de Caballería. Desde marzo de 2006 ocupa el cargo de Asesor Militar en el Gabinete del Ministro de Asuntos Exteriores y de Cooperación.
Ingresó en la Academia General Militar con la XXXII Promoción y obtuvo el Despacho de Teniente de Caballería en julio de 1976, siendo destinado al CIR nº 2 (Alcalá de Henares) y en 1977 al Regimiento de Caballería "Calatrava" n.º 2 (Valladolid). Como capitán, sirvió en diferentes puestos, entre ellos, profesor en la Academia de Caballería de Valladolid (1980-1983) y Jefe de Escuadrón del Regimiento de Caballería "Calatrava" (1983-1989) y finalmente en septiembre de 1989 fue designado alumno de la Escuela de Estado Mayor del Ejército de Tierra (Madrid) en la que ascendió a Comandante.
Tras obtener el Diploma de Estado Mayor en junio de 1991, fue destinado al Mando de Apoyo Logístico del Ejército hasta finales de 1993. Allí desempeñó el cometido de Oficial encargado de la aplicación del Tratado de Fuerzas Armadas Convencionales en Europa (FACE), en concreto la inspección y transferencia a España de carros de combate M60 Patton y otros materiales acorazados.
Entre 1994 y 1997 fue miembro del Gabinete del Jefe del Estado Mayor de la Defensa. Como teniente Ccoronel entre 1997 y 2000, estuvo destinado en la Representación Militar de España en la OTAN (Bruselas), donde participó en la adaptación interna de la Alianza Atlántica, en particular en la creación de la nueva Estructura Militar de Mando y en la plena integración de España, así como en la aplicación militar del Concepto Estratégico de 1999.
En el año 2000 simultaneó su actividad en la OTAN con la de consejero del Representante Militar de España en la Unión Europea, participando en la constitución de los órganos y de las capacidades militares necesarias para la puesta en marcha de la Política Europea de Seguridad y Defensa.
De nuevo en España en agosto de 2000, fue nombrado Jefe del Área de Planeamiento de la Defensa de la Subdirección General de Planes y Relaciones Internacionales de DIGENPOL en el Ministerio de Defensa.
Coincidiendo con su ascenso a coronel en 2003, desempeñó el cargo de Director de Operaciones de Personal en el Cuarte general de la SFOR en Sarajevo y desde junio de 2004 a marzo de 2006 ejerció el mando del Regimiento de Caballería Acorazado "Montesa" nº 3 (Ceuta).
Se halla en posesión de la cruz, encomienda y placa de la Orden de San Hermenegildo, de la encomienda de la Orden del Mérito Civil, de cinco Cruces al Mérito Militar, de una Cruz al Mérito Naval y de una Cruz al Mérito Aeronáutico, así como de la Medalla OTAN de Operaciones de Paz en los Balcanes y la Cruz conmemorativa italiana por la Misión militar en Bosnia.